# أرکواز
اركواز (بالفارسية: ارکواز) هي مركز مدينة ملكشاهي في محافظة إيلام  في إيران. يقدر عدد سكانها بـ 14,225 نسمة .

## أعلام
- فرامرز أسدي